# Kanon literatury polskiej
Kanon literatury polskiej (także kanon polski) – termin literaturoznawczy, odnoszący się do prób zdefiniowania najważniejszych utworów w literaturze polskiej.
Piotr Wilczek określa szeroko rozumiany kanon polski jako oparty na listach lektur szkolnych, czyli „narodowy z domieszką nacjonalistyczno-komunistyczną”. Według Wilczka, kanon literatury polskiej nie został nigdy jasno zdefiniowany (tj. nie istnieje żadna, oficjalnie uznana lista pozycji, aczkolwiek pewne utwory, np. Pan Tadeusz Mickiewicza, są powszechnie uznawane jako część takiego kanonu). Pewne próby zdefiniowania i zmiany kanonu nastąpiły w czasach marksistowskich (po IIWŚ), ale zakończyły się niepowodzeniem. Kanon polski jest bardziej tradycyjny od kanonu literatury zachodniej, w którym od kilkudziesięciu lat następują pewne przewartościowania (np. wliczono do niego więcej dzieł pisanych przez kobiety i różne wcześniej marginalizowane mniejszości), podczas gdy kanon polski, według Wilczka, trwa dalej w tradycji "konserwatywnej i tradycjonalistycznej (uprzywilejowując dyskurs patriarchalny, męski, etnicznie polski etc.)".
Próby stworzenia kanonów polskiej literatury są niekiedy podejmowane przez media lub organizacje. W Polsce tworzenia kanonu literatury pięknej podejmowały się wydawnictwa książkowe. Od 1919 ukazuje się seria Biblioteka Narodowa, prezentująca najważniejsze utwory literatury polskiej i światowej wraz z bogatym opracowaniem, zawierającym aktualny stan wiedzy na temat danego dzieła, w latach 1971–1983 ukazywała się seria międzywydawnicza (poszczególne pozycje ukazywały się nakładem różnych oficyn we wspólnej szacie graficznej) – Biblioteka Klasyki Polskiej i Obcej – w założeniu mająca prezentować klasyczne dzieła literatury pięknej polskiej i obcej.